# 楢山節考
《楢山節考》（日语：／ Narayama bushikō），日本小說，深澤七郎著，1956年在《中央公論》雜誌11月號發表，敘述日本古代信濃國（今長野縣）寒村的山林內棄老傳說，這個鄉下人民生活非常窮苦，男人為了生存每天都辛苦工作，女嬰一出生就賣給有錢人家，換來的錢來貼補家用，男嬰則丟棄道旁。在這有一個不成文的規定，老人家到了70歲，就要由家人背到深山野嶺等死，避免消耗家中的糧食，年已69歲的阿玲婆為了讓孫子多一口飯吃，忍痛拿起石頭敲掉自己的牙齒，讓自己看起來蒼老一些。這看似非常荒謬不合人情，卻深刻地描繪出嚴苛的生存環境之下，自然界的殘酷生存法則。
作者深澤七郎做了一首「楢山節」的曲子貫穿整個故事，因此名為「楢山節考」。
楢山節考至今曾兩度拍攝成電影，1958年版由木下惠介導演，1983年版由今村昌平導演，在1983年版中，女主角坂本壽美子為了求逼真，竟把自己的四顆門牙削短；1983年的改編電影獲得坎城影展的金棕櫚獎。